# Елктон (Меріленд)
Елктон (англ. Elkton) — місто (англ. town) в США, адміністративний центр округу Сесіл штату Меріленд. Населення — 15 807 осіб (2020).

## Географія
Елктон розташований за координатами 39°36′21″ пн. ш. 75°49′18″ зх. д. / 39.60583° пн. ш. 75.82167° зх. д. (39.605776, -75.821686).  За даними Бюро перепису населення США в 2010 році місто мало площу 22,31 км², з яких 21,63 км² — суходіл та 0,68 км² — водойми. В 2017 році площа становила 23,66 км², з яких 22,95 км² — суходіл та 0,71 км² — водойми.

### Клімат
| Клімат : Елктон         | Клімат : Елктон | Клімат : Елктон | Клімат : Елктон | Клімат : Елктон | Клімат : Елктон | Клімат : Елктон | Клімат : Елктон | Клімат : Елктон | Клімат : Елктон | Клімат : Елктон | Клімат : Елктон | Клімат : Елктон | Клімат : Елктон |
| Показник                | Січ.            | Лют.            | Бер.            | Квіт.           | Трав.           | Черв.           | Лип.            | Серп.           | Вер.            | Жовт.           | Лист.           | Груд.           | Рік             |
| Абсолютний максимум, °C | 23,9            | 26,1            | 31,7            | 34,4            | 36,1            | 37,8            | 40,6            | 39,4            | 37,8            | 32,2            | 29,4            | 23,9            | 40,6            |
| Середній максимум, °C   | 5,0             | 7,2             | 12,8            | 18,9            | 24,4            | 28,9            | 31,1            | 29,4            | 26,1            | 20,0            | 13,9            | 7,8             | 18,9            |
| Середній мінімум, °C    | −5              | −3,9            | 0,0             | 5,0             | 10,6            | 15,6            | 18,3            | 17,8            | 13,9            | 6,7             | 1,1             | −2,2            | 6,7             |
| Абсолютний мінімум, °C  | −23,3           | −22,2           | −15,6           | −10             | −2,2            | 3,3             | 5,0             | 5,6             | 0,6             | −5              | −11,1           | −21,1           | −23,3           |
| Норма опадів, мм        | 88              | 69              | 103             | 90              | 112             | 103             | 114             | 102             | 109             | 86              | 86              | 90              | 1152            |
| ----------------------- | --------------- | --------------- | --------------- | --------------- | --------------- | --------------- | --------------- | --------------- | --------------- | --------------- | --------------- | --------------- | --------------- |
| Джерело:                |                 |                 |                 |                 |                 |                 |                 |                 |                 |                 |                 |                 |                 |

## Демографія
Згідно з переписом 2010 року, у місті мешкали 15 443 особи в 5580 домогосподарствах у складі 3673 родин. Густота населення становила 692 особи/км².  Було 5944 помешкання (266/км²).
Расовий склад населення:
| - 76,0 % — білих - 15,1 % — чорних або афроамериканців - 2,6 % — азіатів - 0,3 % — корінних американців - 0,1 % — вихідців з тихоокеанських островів - 2,0 % — осіб інших рас |

До двох чи більше рас належало 3,8 %. Частка іспаномовних становила 5,9 % від усіх жителів.
За віковим діапазоном населення розподілялося таким чином: 28,0 % — особи молодші 18 років, 62,7 % — особи у віці 18—64 років, 9,3 % — особи у віці 65 років та старші. Медіана віку мешканця становила 32,8 року. На 100 осіб жіночої статі у місті припадало 93,0 чоловіків;  на 100 жінок у віці від 18 років та старших — 88,3 чоловіків також старших 18 років.
Середній дохід на одне домашнє господарство  становив 67 146 доларів США (медіана — 53 851), а середній дохід на одну сім'ю — 75 776 доларів (медіана — 66 118). Медіана доходів становила 52 679 доларів для чоловіків та 34 977 доларів для жінок. За межею бідності перебувало 17,5 % осіб, у тому числі 26,2 % дітей у віці до 18 років та 10,6 % осіб у віці 65 років та старших.
Цивільне працевлаштоване населення становило 6826 осіб. Основні галузі зайнятості: освіта, охорона здоров'я та соціальна допомога — 26,2 %, мистецтво, розваги та відпочинок — 15,7 %, роздрібна торгівля — 12,8 %, виробництво — 10,7 %.